# Grand Prix Nizozemska 1953
Grand Prix Nizozemska 1953 (oficiálně IV Grote Prijs van Nederland) se jela na okruhu Circuit Zandvoort v Zandvoortu v Nizozemsku dne 7. června 1953. Závod byl třetím v pořadí v sezóně 1953 šampionátu Formule 1.

## Kvalifikace
| Poř.   | No. | Jezdec                | Konstruktér           | Čas      | Ztráta |
| ------ | --- | --------------------- | --------------------- | -------- | ------ |
| 1      | 2   | Alberto Ascari        | Ferrari               | 1:51.1   | —      |
| 2      | 12  | Juan Manuel Fangio    | Maserati              | 1:52.7   | +1.6   |
| 3      | 6   | Nino Farina           | Ferrari               | 1:53.0   | +1.9   |
| 4      | 4   | Luigi Villoresi       | Ferrari               | 1:53.7   | +2.6   |
| 5      | 14  | José Froilán González | Maserati              | 1:54.1   | +3.0   |
| 6      | 8   | Mike Hawthorn         | Ferrari               | 1:54.9   | +3.8   |
| 7      | 18  | Toulo de Graffenried  | Maserati              | 1:58.7   | +7.6   |
| 8      | 10  | Louis Rosier          | Ferrari               | 1:59.5   | +8.4   |
| 9      | 34  | Stirling Moss         | Connaught-Lea-Francis | 2:00.0   | +8.9   |
| 10     | 20  | Harry Schell          | Gordini               | 2:00.1   | +9.0   |
| 11     | 26  | Roy Salvadori         | Connaught-Lea-Francis | 2:00.5   | +9.4   |
| 12     | 24  | Maurice Trintignant   | Gordini               | 2:01.2   | +10.1  |
| 13     | 16  | Felice Bonetto        | Maserati              | 2:01.5   | +10.4  |
| 14     | 28  | Kenneth McAlpine      | Connaught-Lea-Francis | 2:01.9   | +10.8  |
| 15     | 38  | Lance Macklin         | HWM-Alta              | 2:02.4   | +11.3  |
| 16     | 36  | Peter Collins         | HWM-Alta              | 2:03.1   | +12.0  |
| 17     | 30  | Johnny Claes          | Connaught-Lea-Francis | 2:03.9   | +12.8  |
| 18     | 32  | Ken Wharton           | Cooper-Bristol        | 2:06.4   | +15.3  |
| 19     | 22  | Roberto Mieres        | Gordini               | 2:08.5   | +17.4  |
| 20     | 40  | Fred Wacker           | Gordini               | Bez času | —      |
| Zdroj: |     |                       |                       |          |        |

## Závod
| Poř.   | No. | Jezdec                               | Konstruktér           | Počet kol | Čas/Odstoupení | Pořadí na startu | Body |
| ------ | --- | ------------------------------------ | --------------------- | --------- | -------------- | ---------------- | ---- |
| 1      | 2   | Alberto Ascari                       | Ferrari               | 90        | 2:53:35.8      | 1                | 8    |
| 2      | 6   | Nino Farina                          | Ferrari               | 90        | + 10.4         | 3                | 6    |
| 3      | 16  | Felice Bonetto José Froilán González | Maserati              | 89        | + 1 kolo       | 13               | 2    |
| 4      | 8   | Mike Hawthorn                        | Ferrari               | 89        | + 1 kolo       | 6                | 3    |
| 5      | 18  | Toulo de Graffenried                 | Maserati              | 88        | + 2 kola       | 7                | 2    |
| 6      | 24  | Maurice Trintignant                  | Gordini               | 87        | + 3 kola       | 12               |      |
| 7      | 10  | Louis Rosier                         | Ferrari               | 86        | + 4 kola       | 8                |      |
| 8      | 36  | Peter Collins                        | HWM-Alta              | 84        | + 6 kol        | 16               |      |
| 9      | 34  | Stirling Moss                        | Connaught-Lea-Francis | 83        | + 7 kol        | 9                |      |
| Ret    | 4   | Luigi Villoresi                      | Ferrari               | 67        | Klapka         | 4                | 1    |
| Ret    | 28  | Kenneth McAlpine                     | Connaught-Lea-Francis | 63        | Motor          | 14               |      |
| Ret    | 20  | Harry Schell                         | Gordini               | 59        | Převodovka     | 10               |      |
| NC     | 30  | Johnny Claes                         | Connaught-Lea-Francis | 52        | Neklasifikován | 17               |      |
| Ret    | 12  | Juan Manuel Fangio                   | Maserati              | 36        | Náprava        | 2                |      |
| Ret    | 22  | Roberto Mieres                       | Gordini               | 28        | Převodovka     | 19               |      |
| Ret    | 14  | José Froilán González                | Maserati              | 22        | Zadní náprava  | 5                |      |
| Ret    | 32  | Ken Wharton                          | Cooper-Bristol        | 19        | Psychika       | 18               |      |
| Ret    | 26  | Roy Salvadori                        | Connaught-Lea-Francis | 14        | Motor          | 11               |      |
| Ret    | 38  | Lance Macklin                        | HWM-Alta              | 7         | Klapka         | 15               |      |
| DNS    | 40  | Fred Wacker                          | Gordini               | 0         | Nestartoval    |                  |      |
| Zdroj: |     |                                      |                       |           |                |                  |      |

Poznámky
1. ↑  Luigi Villoresi získal jeden bod za zajetí nejrychlejšího kola.

## Průběžné pořadí po závodě
Pohár jezdců
|    | Pořadí | Jezdec          | Body |
| -- | ------ | --------------- | ---- |
|    | 1      | Alberto Ascari  | 17   |
|    | 2      | Bill Vukovich   | 9    |
|    | 3      | Luigi Villoresi | 7    |
| 26 | 4      | Nino Farina     | 6    |
| 1  | 5      | Art Cross       | 6    |